# Szent Apollonius
Szent Apollonius ( 2. század – Róma, 183–185 között, április 18. vagy 21.) a keresztény martirológiumban szereplő vértanú.

## Élete
Születésének helyét és idejét nem ismerjük. Tudjuk róla, hogy tekintélyes római arisztokrata volt. Megtérését vélhetően Szent Jusztinnak köszönheti. Kaiszareiai Euszebiosz tanúsága szerint Apollonius „nagy tekintélyben állott a hívek előtt kitűnő neveltetése és filozófiai képzettsége miatt”. Egy rabszolga jelentette fel, mint keresztényt, és Sextus Tigidius Perenni prétoriánus prefektus, a fiatalkorú Commodus császár képviselője elé vitték, hogy felelősségre vonják. Védelmében a keresztény hit mellett érvelt, s három napig vitázott Perennissel. A kihallgatás, illetve a vita szövege fenn maradt. Érvei nem győzték meg a prefektust, aki kard általi halálra ítélte. A római joggyakorlat szerint a kivégzést azonnal végrehajtották.

## Zavar személye körül
A római naptárban, egészen a huszadik századig kavarodás volt személye körül, mivel ugyanezen a néven élt a III. században Egyiptomban egy Apollonius, aki szintén vértanú lett, Diocletianus császár idején. Őt a hit miatti kiállás miatt zsákba varrták és a tengerbe dobták. A római martirológia legújabb kiadása az ő ünnepét április 10-re helyezte át. 